# Poly Styrene

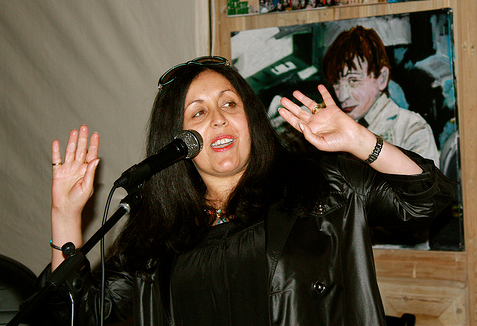
Poly Styrene

Marianne Joan Elliott-Said (Kent, 3 juli 1957 - Sussex, 25 april 2011) was een Britse muzikante, tekstschrijver en zangeres, bekend onder het pseudoniem Poly Styrene. Het best bekend was ze als zangeres van de punkband X-Ray Spex.
Midden jaren zeventig raakte Poly geïnteresseerd in punkmuziek nadat ze een concert van The Sex Pistols had bijgewoond. Hierop zette ze een advertentie in een lokaal krantje waarin ze aangaf
zelf een punkband te willen beginnen. Uiteindelijk werd dit X-Ray Spex. De groep had verschillende independenthits met Oh Bondage! Up Yours, Identity en The Day The World Turned Day-glo. Poly Styrene was binnen de groep het flamboyante boegbeeld. Ze viel op door haar opvallende uiterlijk. Ze droeg kleding in vloekende kleuren en een beugel. Dat deed ze om te benadrukken dat ze niet als seksobject gezien wilde worden.
In 1978 begon Poly Styrene hallucinaties te krijgen waardoor ze zich niet goed op de band en haar muziek kon richten. Ze werd opgenomen in het ziekenhuis, waar ze een verkeerde diagnose kreeg.
Er werd gezegd dat ze schizofreen was. Pas in 1991 werd vastgesteld dat ze een bipolaire gedragsstoornis had.
Nadat X-Ray Spex in 1980 uit elkaar was gegaan bracht Poly een soloalbum uit: Translucence. Het harde punkgeluid en haar karakteristieke schelle stem maakten plaats voor rustiger jazzmuziek en een ingetogener zangstijl.
Het soloalbum was een klein succes, maar Poly Styrene trok zich hierna terug uit de muziekwereld. In 1983 sloot ze zich aan bij de hare krishna, waar ze actief mee bezig was tot 1988.
Jarenlang leefde ze in anonimiteit, waarbij ze ook een dochter opvoedde. Pas in 2004 liet ze weer muzikaal van zich horen met het album Flower Aeroplane. Zes jaar daarna maakte ze bekend met een nieuw album te komen: Generation Indigo. De release van dit album vond plaats op 28 maart 2011.
In februari 2011 kreeg Poly Styrene te horen dat ze borstkanker had in een vergevorderd stadium, met uitzaaiingen naar de rug en de longen. Ze stierf op paasmaandag 25 april 2011 op 53-jarige leeftijd in haar huis in Sussex.
- Gemeinsame Normdatei: 1037439848
- International Standard Name Identifier: 0000 0000 4215 7226
- Library of Congress Control Number: no98005043
- MusicBrainz: 41bc5842-c4e1-439e-a784-98a7f11dbd27
- Union List of Artist Names: 500473594
- Virtual International Authority File: 73464647